# Urga (film)
Urga (Урга — территория любви) este un film din 1991 regizat de Nikita Mihalkov. A fost distribuit în America de Nord sub denumirea Close to Eden. Filmul descrie prietenia dintre un șofer rus de camion și un herghelegiu mongol din Mongolia Interioară. Filmul este o coproducție internațională, fiind realizat de societăți cu sediul în Rusia și Franța.

## Premii și nominalizări
Urga a câștigat Leul de Aur la Festivalul de Film de la Veneția și premiul pentru cel mai bun film european la European Film Awards. Acesta a fost, de asemenea, nominalizat la Premiile Oscar pentru cel mai bun film străin și la Globul de Aur la aceeași categorie. 

## Curiozități
Urga este un băț lung cu un laț la un capăt, folosit de către mongolii la prinderea animalelor din stepă. Când este împlântat în pământ, înseamnă că partenerii nu vor să fie deranjați în timpul relațiilor intime.